# Filippo Calandrini
Pour les articles homonymes, voir Calandrini.
Filippo Calandrini (né en 1403 à Sarzane, en Ligurie - mort le 18 juillet 1476 à Bagnoregio) était un évêque et cardinal italien du XVe siècle, frère utérin du pape Nicolas V.

## Famille
Filippo Calandrini naît à Sarzane, dans l'actuelle province de La Spezia, en Ligurie, fils de Tommaso Calandrini et de sa seconde femme Andreola Tomeo dei Bosi, veuve de Bartolomeo Parentucelli, le père de Nicolas V.
Le 24 avril 1397, sa cousine Isabella épouse Giovanni Buonaparte, ce qui fut à l'origine de la fortune de cette famille.
Une partie de la famille installée à Lucques adhéra au calvinisme et se réfugia à Genève. Ils furent des marchands et bourgeois importants, un de ses membres fut le mathématicien et botaniste Jean-Louis Calandrini. Les lettres de Charlotte Aïssé furent adressées à Julie Calandrini.

## Carrière
Il est d'abord nommé protonotaire et archidiacre de la cathédrale de Lucques, puis gouverneur du château de Spolète en août 1447.
Il fut un collaborateur zélé et éclairé de son demi-frère Nicolas V. Légat dans la Marche d'Ancône, «où il gouverna avec tant de prudence et de modération (disent les biographes) que les peuples de cette province le comblèrent de mille bénédictions».
Il est nommé évêque de Bologne le 18 décembre 1447, par son frère élu pape depuis peu.
Cardinal le 20 décembre 1448 au titre de Santa Susanna, succédant à son demi-frère, il met fin au grand schisme qui partageait l'Église en engageant le duc de Savoie Amédée VIII de Savoie, alors antipape sous le nom de Félix V, à abandonner ses prétentions à la tiare.
En 1451, il devient cardinal-prêtre au titre de San Lorenzo in Lucina. En 1452, avec le cardinal Juan Carvajal il va chercher à Florence l’empereur Frédéric III pour l'accompagner à Rome où il doit être couronné par le pape.
Il est nommé camerlingue du Sacré Collège en 1454.
À la mort de Calixte III, il est mis en élection pour la papauté et partage d'abord les voix en nombre égal avec Enée-Sylvius Piccolomini, qui profita d'autres influences pour se faire élire sous le nom de Pie II.
En 1459, il devient pénitencier majeur et participe au concile de Mantoue en 1459 qui décrète la croisade contre les Turcs sans succès.
Il obtint de Paul II par la bulle Cui super omnes orbis, le transfert de l'antique siège épiscopal de Luni (it) à Sarzane le 21 juillet 1465.
En 1468, il devient cardinal-évêque au titre d'Albano et en 1471, cardinal-évêque au titre de Porto-Santa Rufina.
Il meurt à Bagnoregio de retour de Sarzane. Son neveu lui fit construire un somptueux mausolée à San Lorenzo in Lucina.
Il fut un bienfaiteur de sa ville natale.